# Урюпин, Олег Фёдорович
Оле́г Фёдорович Урюпин (Моленко; род. 24 февраля 1954, Киев) — православный священник, проповедник, богослов, основатель религиозной организации «Единая Святая Соборная и Апостольская Церковь Иоанна Богослова (Церковь Иоанна Богослова)» в Канаде.
Не поддерживает молитвенного и евхаристического общения ни с одной из имеющихся церквей, состоящей в движении экуменизма или других ересях, так как считает их отступившими от Православия и вследствие этого не имеющими спасительной благодати. Не исключает возможность наличия других благодатных священников и епископов.
Называет своим первоиерархом апостола Иоанна Богослова.
Активно занимается толкованием Библии и разработкой богословских концепций, православной просветительской деятельностью, пишет стихи и участвует в дискуссиях на духовные темы.

## Биография
Родился 24 февраля 1954 года в Киеве.
С 1961 года по 1971 год учился в средней школе города Киева.
В 1971 году работал электрослесарем на Киевском радиозаводе. Получил первый разряд и допуск на работу с напряжением до 1000 вольт[значимость факта?].
С 1972 года по 1974 год служил в Советской армии в ГДР, Шёнау (Пфальц) в танковых войсках.
C 1974 года по 1980 год учился в Киевском технологическом институте легкой промышленности (КТИЛП). Получил специальность «Инженер по автоматизации».
С 1979 года по 1985 год был прихожанином одного из киевских храмов Русской православной церкви (РПЦ МП).
Навещал Екатерину Вышгородскую (Моленко)
и Алипию Авдееву (Киевскую).
C декабря 1983 года по ноябрь1989 года жил в уединенной келлии в горах Абхазии вместе с другими монашествующими. Монашеских обетов не принимал. Навещал Алексия Фотиади (Сухумского).

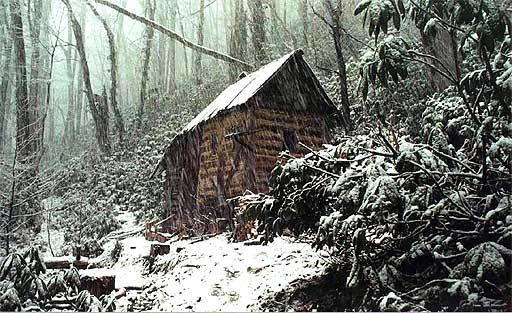
Келья в районе перевала Амткел

Летом 1989 года вернулся в Киев и женился.
15 декабря 1992 года рукоположён в диаконы епископом Русской православной церкви заграницей (РПЦЗ) Варнавой (Прокофьевым) в Москве в бывшей Марфо-Мариинской обители. 16 декабря им же рукоположён в пресвитеры. Служил в Киеве при домовом храме.
19 декабря 1994 года ушёл из Русской православной церкви заграницей (РПЦЗ). Принят в греческую старостильную юрисдикцию «Церковь истинно-православных христиан Греции (Синод Авксентия)», где был награждён камилавкой и набедренником.
В 1995 году арестован Службой Безопасности Украины (СБУ) по обвинению в хранении боеприпасов (сорока патронов) и осуждён на четыре года лишения свободы. По словам самого отца Олега Моленко, эти патроны ему «подложили» сотрудники СБУ после отказа сотрудничать с ними и пропагандировать выгодный им политический курс.
25 июля 1997 года освобождён по амнистии.
Осенью 1997 года посетил Бостонский Преображенский монастырь по приглашению греческой старостильной юрисдикции «Святая православная церковь Северной Америки (HOCNA)».
6 сентября 1998 года был отпущен односторонним решением, без церковного суда Синодом Святой православной церкви Северной Америки без всякого прещения, кроме запрещения участвовать в священнодействиях в рамках данной церкви.
В 1999 году получил статус религиозного беженца в Канаде и в 2003 году получил канадское гражданство.
1 марта 2000 года зарегистрировал в Торонто церковь: «Единая Святая Соборная Апостольская Церковь Святого Иоанна Богослова истинно православного исповедания (Церковь Иоанна Богослова)».
16 января 2002 года открыл собственный сайт.
21 апреля 2010 года по телефону лишен священного сана (иерея) решением Архиерейского Синода Русской православная церкви заграницей (РПЦЗ МП), как пребывающий в состоянии раскола. Это решение он не признал по следующим основаниям:
- более 16 лет (с 19 декабря 1994 года) не являлся клириком ни Русской православной церкви заграницей (РПЦЗ) ни Русской православной церкви заграницей Московского патриархата (РПЦЗ МП);
- он был рукоположён в Русской православной церкви заграницей (РПЦЗ) до ее присоединения к Московскому патриархату (МП), а лишен священства Русской православной церковью заграницей (РПЦЗ МП), являющейся частью Московского Патриархата (МП), то есть другой структурой;
- как противоречащее каноническим правилам Православной Церкви, то есть без предъявления обвинения, проведения официального судебного разбирательства в соответствии с канонами, соблюдения необходимых судебных процедур, а также в нарушение правил проведенное в формате «телефонного совещания»[28].

С точки зрения Святой православной церкви Северной Америки (HOCNA) отец Олег Моленко продолжает оставаться действующим священником. Миро и священнические облачения для деятельности религиозной организации «Церковь Иоанна Богослова (Торонто)» были предоставлены в том числе Святой православной церковью Северной Америки (HOCNA).

## Экклезиологическая позиция и взгляды
Исповедует православие, придерживается правил и богослужения православной традиции, особое внимание уделяет эсхатологии и личности апостола Иоанна Богослова, практическому покаянию и духовному развитию.
Также:
- является противником сергианства, экуменизма, отрицательного церковного модернизма (то есть приводящего к нарушению христианских догматов и (или) греху)[32], обрядоверия («народного христианства»)[33], царебожия, григорианского календаря (для церковного применения)[34];
- признает имяславие как одну из основ православной экклезиологии[35];
- полагает, что духовенство Российской империи предало царя, имяславие и исихазм, уклонившись в обрядоверие и миролюбие[36][37], что являлось одной из причин революции 1917 г.;
- разделяет взгляды сторонников «Истинно-православной церкви» (ИПЦ) и катакомбного движения, так как не признает в качестве Христовой Церкви («Вселенской Церкви») Русскую православную церковь (Московского патриархата) и всех вступающих с ней в молитвенное общение[38], считает её сергианской и экуменической, а также в связи с этим — подвергнутой апостасии[39][40][41][42]

Отец Олег Моленко:
«Российская церковь перестала существовать с собора 1917—1918 гг. и с возглавления её патриархом Тихоном Белавиным, который есть сергианец до Сергия и основатель окончательного разрушения российской церкви»;

- поддерживает позицию нестяжателей и считает ошибочной позицию иосифлян в вопросе об образе жизни монашества (как в историческом аспекте, так и в переложении на современный практический аспект)[44];
- считает наше время предантихристовым, ожидает наступления в обозримом будущем событий Апокалипсиса и Второго пришествия Христова[45];
- также считает, что настоящее время имеет исключительной особенностью повсеместное отступление всех поместных церквей, епископата и большинства верующих христиан от истинной веры[46];
- Бог благословил и поручил руководство земной воинствующей части Церкви святому апостолу и евангелисту Иоанну Богослову[47];
- апостол Иоанн Богослов был воскрешён сразу по погребении своими учениками, причём по качеству всеобщего воскресения из мёртвых; что по этому качеству апостол Иоанн Богослов является богоравным, то есть полностью обоженным богом по благодати;
- апостол Иоанн Богослов является единственным первоиерархом Единой Святой Соборной Апостольской Церкви и в этом качестве призывается за богослужениями;
- при оскудении клира и священства (или затруднении доступа к нему по причине гонений) мирянам допускается самим проводить некоторые церковные обряды и богослужения (кроме литургии и хиротонии)[48][49].

## Мнение оппонентов
10 января 2007 года в газете «Аргументы и факты» появилась статья Юлии Тутиной « А внутри суть волки хищные…»
в которой отец Олег Моленко обвиняется в создании секты.
В частности, в ней приводится неофициальное мнение представителя Русской православной церкви (Московского патриархата) Михаила Дудко:

Число деструктивных культов, похожих на описанную выше религиозную организацию, в последнее время сильно возросло. Как правило, за их идеологическим фасадом скрывается коммерческий расчёт.
Признаки таких культов — жёсткая критика всего, что вне секты, запрет на нормальное общение с внешним миром, псевдодуховные практики, основанные на методах контроля сознания. Следствием всего этого являются потеря адептами секты чувства реальности, абсолютная преданность лидерам, которая может доходить до готовности к самоубийству.

На сайте Церкви Иоанна Богослова было размещено опровержение на указанное обвинение: «Отец Олег Моленко. Дискуссия № 30. Дискуссия-отповедь на клеветническую статью Юлии Тутиной, помещенную в российской газете „Аргументы и факты“».
В 2014 году был создан сайт promolenko.narod.ru, на котором содержались обвинения в пребывании отца Олега Моленко в ереси. Эти обвинения были размещены также на сайтах Credo.Press и «К истине».
В частности, обвинения касаются следующего:
- учение о превосходстве апостола Иоанна Богослова над другими апостолами (п. 5 Устава Церкви Иоанна Богослова);
- утверждение о воскресении апостола Иоанна Богослова, его епископском служении и его скрытой от всего мира жизни в Гималаях (п. 5 Церковь Иоанна Богослова (Торонто)|Церкви Иоанна Богослова);
- учение о существовании сокрытых от мира 153 новых Апостолов (п. 11 Устава Церкви Иоанна Богослова);
- имеет место самовольное присвоение себе власти епископа (открытое и явное нарушение 1-го правила Св. Апостолов); имеет место отказ от принципа соборности, от исполнения решений Вселенских соборов (п. 14 Устава Церкви Иоанна Богослова);
- мнение о невозможности покаяния некоторых людей, что с точки зрения критиков есть прямое нарушение 52-го Апостольского правила (п. 45 Устава Церкви Иоанна Богослова);
- институт «странствующих священников» (п. 32 Устава Церкви Иоанна Богослова) с точки зрения его оппонентов является нарушением правил 6-го, 10-го, 13-го Четвёртого Вселенского собора.

На сайте Церкви Иоанна Богослова было размещено опровержение на указанные обвинения: «Вопрос № 2439. О созданном против отца Олега Моленко сайте promolenko.narod.ru».